# Beania crotali
Beania crotali är en mossdjursart som först beskrevs av Busk 1852.  Beania crotali ingår i släktet Beania och familjen Beaniidae. Inga underarter finns listade i Catalogue of Life.